# Takebashi (métro de Tokyo)
Takebashi (竹橋駅, Takebashi-eki) est une station du métro de Tokyo sur la ligne Tōzai dans l'arrondissement de Chiyoda à Tokyo. Elle est exploitée par le Tokyo Metro.

## Situation sur le réseau
La station Takebashi est située au point kilométrique (PK) 9,7 de la ligne Tōzai.

## Histoire
La station a été inaugurée le 16 mars 1966 sur la ligne Tōzai.

## Services aux voyageurs

### Accès et accueil

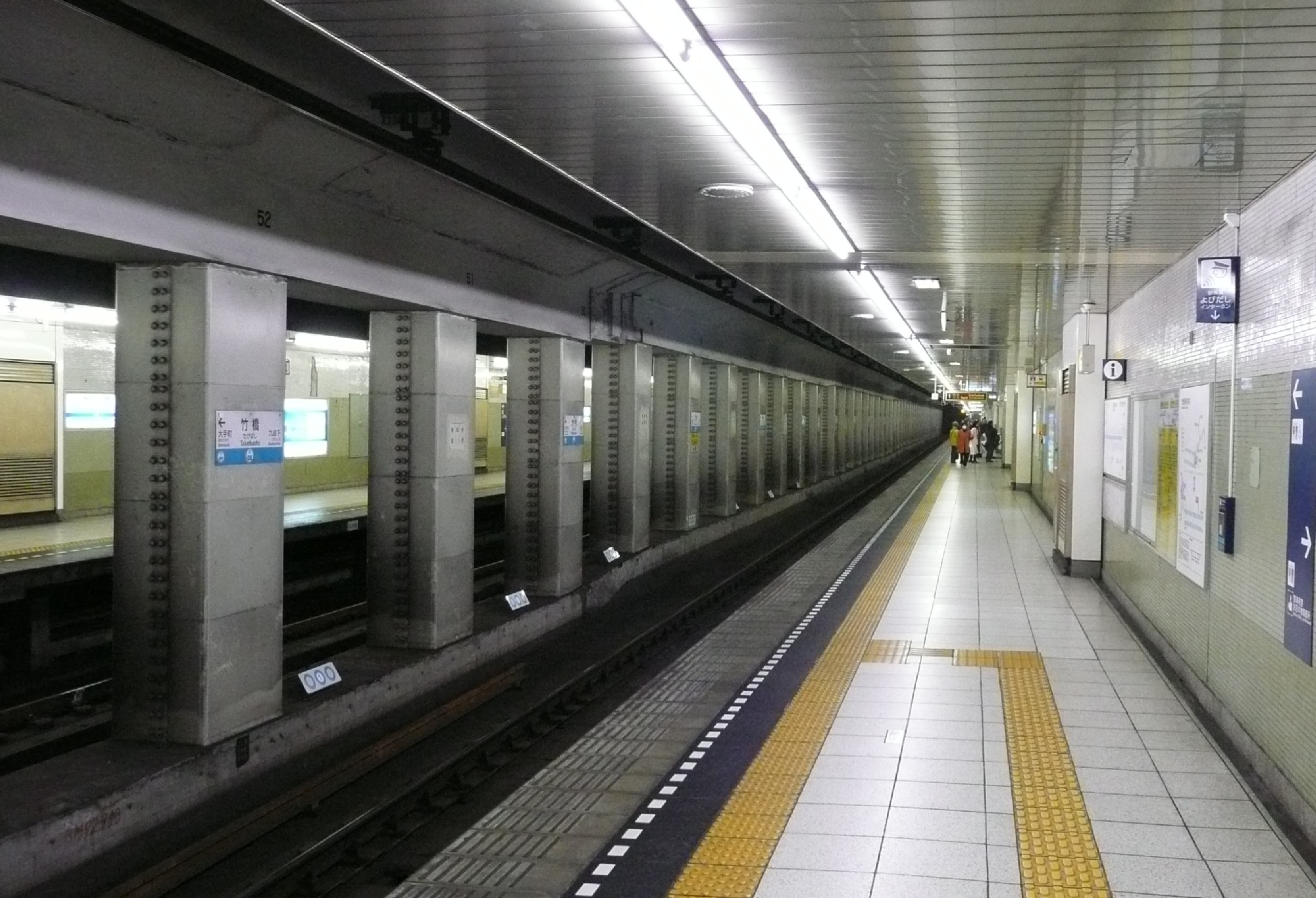
Quais de la station

La station est ouverte tous les jours.
En moyenne en 2015, 50 066 voyageurs ont fréquenté quotidiennement la station.

### Desserte
Ligne Tōzai :
- voie 1 : direction Nishi-Funabashi (interconnexion avec la ligne Tōyō Rapid pour Tōyō-Katsutadai ou la ligne Chūō-Sōbu pour Tsudanuma)
- voie 2 : direction Nakano (interconnexion avec la ligne Chūō-Sōbu pour Mitaka).

## A proximité
- Musée d'art moderne de Tokyo
- Jardins de l'Est du palais impérial